# バイトストリーム
バイトストリーム (byte stream) は、バイト単位のデジタルデータの『ひと続き』のこと。
この言葉は、オープンシステムコンピュータのファイルシステムにおいては、すべてのファイルがバイトストリームであるということを説明する文脈で利用される言葉である。